# Mohamed Attaoui
Mohamed Attaoui, né le 26 septembre 2001 à Béni Mellal au Maroc, est un athlète espagnol spécialiste du demi-fond.

## Biographie
Né au Maroc, il s'installe avec sa famille à Torrelavega en Espagne à l'âge de six ans
En 2023, il devient vice-champion d'Europe espoir du 1 500 m à Espoo et est sacré sur cette distance champion de Méditerranée des moins de 23 ans. Il atteint ensuite les demi-finales du 800 m aux championnats du monde 2023 à Budapest en portant son record personnel à 1 min 44 s 35.
Lors des championnats d'Europe 2024 à Rome, il remporte la médaille d'argent du 800 m, devancé par le Français Gabriel Tual.
Après avoir remporté les championnats d'Espagne, il termine 2e du meeting Herculis de Monaco en 1 min 42 s 04, derrière l'Algérien Djamel Sedjati. C'est un record d'Espagne qui surpasse les 1 min 43 s 65 réalisés par Saúl Ordóñez en 2018.

## Palmarès
| Date | Compétition                   | Lieu  | Résultat | Épreuve | Temps         |
| ---- | ----------------------------- | ----- | -------- | ------- | ------------- |
| 2023 | Championnats d'Europe espoirs | Espoo | 2e       | 1 500 m | 3 min 43 s 63 |
| 2024 | Championnats d'Europe         | Rome  | 2e       | 800 m   | 1 min 45 s 20 |
| 2024 | Jeux olympiques               | Paris | 5e       | 800 m   | 1 min 42 s 08 |

## Records
| Épreuve | Temps              | Lieu   | Date            |
| ------- | ------------------ | ------ | --------------- |
| 800 m   | 1 min 42 s 04 (NR) | Monaco | 12 juillet 2024 |
| 1 500 m | 3 min 36 s 12      | Huelva | 6 juin 2023     |